# Маккул, Мишель
Мише́ль Ли Кэлвей (англ. Michelle Leigh Calaway, род. 25 января 1980 года), в девичестве Маккул (англ. McCool) — американская женщина-рестлер, получившая известность благодаря выступлениям в WWE.
Первоначально Маккул работала школьным учителем в своём родном городе Палатка (штат Флорида). В 2004 году она приняла участие в программе WWE по поиску молодых талантов «Поиск Див WWE». Несмотря на то, что она не смогла одержать победу в конкурсе, руководство WWE подписало с ней контракт. В начале своей карьеры в WWE Маккул отыгрывала роль персонального тренера и лишь изредка участвовала в матчах. В 2006 году Мишель стала играть роль учительницы и менеджера команды Кей Си Джеймса и Айдола Стивенса — Teacher’s Pets. В 2008 году на шоу The Great American Bash Маккул стала первым в истории чемпионом див WWE и удерживала этот титул пять месяцев. В 2009 году на шоу The Bash она завоевала титул чемпиона WWE среди женщин, став первой в истории дивой, удерживающей два женских чемпионских титула. В 2010 году на шоу Night of Champions она объединила два чемпионских титула, став объединённой чемпионкой див WWE. В 2011 году Мишель проиграла поединок против Лейлы по правилам «карьера против карьеры» и была вынуждена покинуть WWE. Член Зала славы WWE с 2025 года.

## Ранняя жизнь
Мишель Маккул родилась в городе Палатка (штат Флорида, США) в семье школьной учительницы Мэри и суперинтенданта Терри Маккул. У неё также был старший брат, игравший в американский футбол в университете Цинциннати. С раннего детства Мишель была заядлой фанаткой рестлинга и в возрасте семи лет умела делать знаменитый приём Рика Флэра — захват четвёрка. В школе она играла в софтбол, баскетбол и волейбол, а учась в колледже Паско-Эрнандес играла в софтбол на позиции игрока первой базы. Позже она училась в университете штата Флорида, где получила степень магистра по лидерству в образовании. По окончании обучения она четыре года работала школьной учительницей в своём родном городе. Кроме того, Маккул участвовала в соревнованиях по фитнесу, организованных National Physique Committee, обучала гимнастике и кикбоксингу, а также работала персональным тренером.

## Карьера в рестлинге

### World Wrestling Entertainment

#### Дебют и подготовительные отделения (2004—2006)
Летом 2004 года Мишель Маккул приняла участие в программе WWE по поиску новых талантов «Поиск Див WWE», где стала одной из десяти финалисток. В итоге, в конкурсе она заняла 7 место и 16 августа выбыла из дальнейшего участия. Однако в ноябре руководство WWE подписало с ней трехлетний контракт.

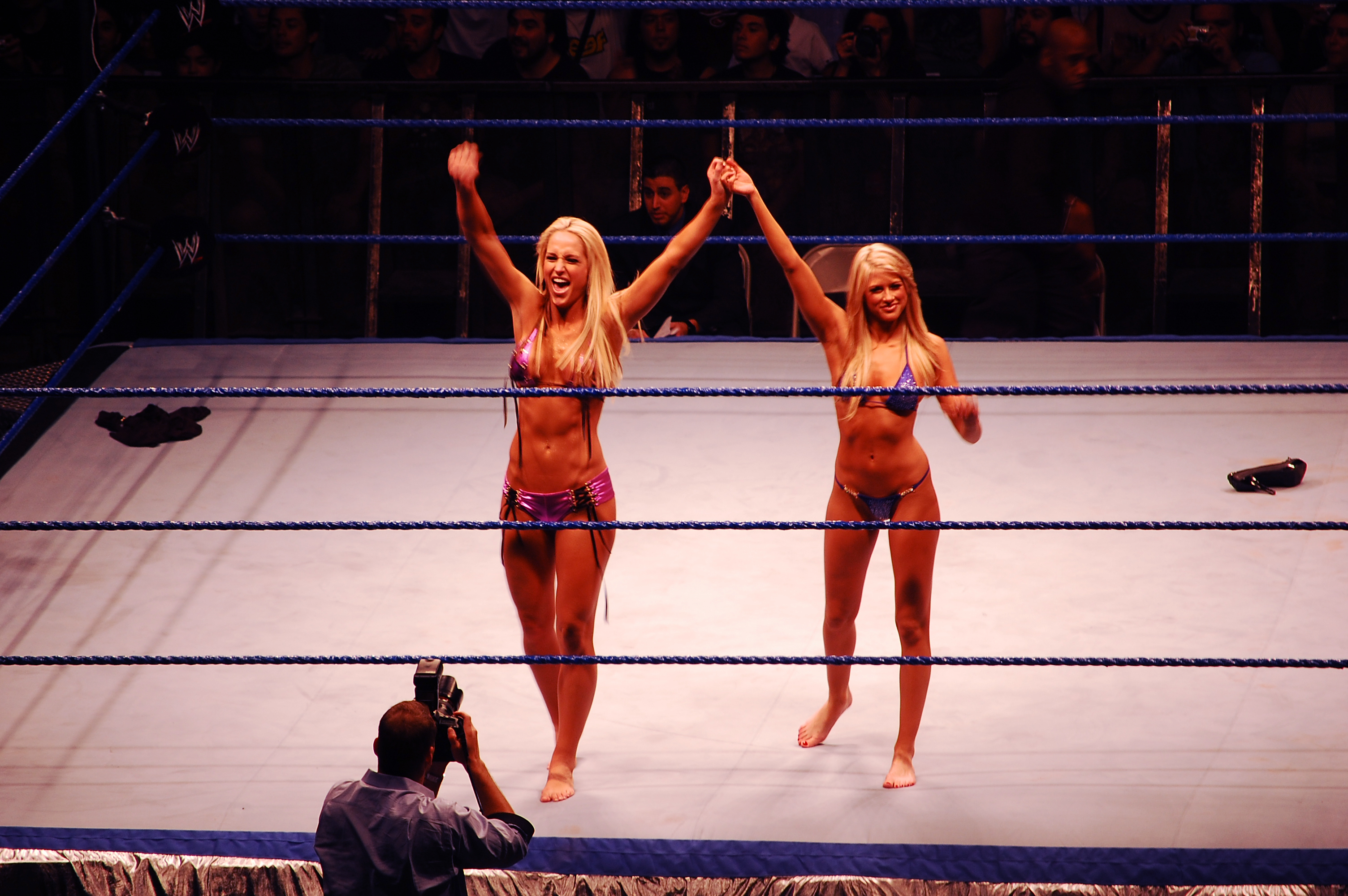
Мишель Маккул и Келли Келли

Маккул дебютировала в WWE 18 ноября 2004 года, приняв участие в шоу SmackDown!. Там она сыграла роль тренера по фитнесу, обучив Роба Ван Дама и Рея Мистерио нескольким упражнения для развития гибкости. Позже она ещё несколько раз появлялась в подобной роли вместе с такими рестлерами как Мисс Джеки, Букер Ти и Эдди Герреро. 6 декабря Маккул впервые вышла на ринг, сыграв роль в соревновании Джона Сины и Кензо Сузуки. 20 февраля 2005 года в рамках шоу No Way Out прошло соревнование «Новичок года», в котором приняли участие Маккул, Джой Джиованни, Рошель Лауэн и Лорен Джонс. Участницы соревновались в конкурсе талантов, конкурсе купальников и вечерних платьев. В результате интернет-голосования победу одержала Джиованни, набрав 65 % голосов. Маккул заняла второе место с 18 % голосов.
3 марта 2005 года Мишель Маккул дебютировала уже как рестлер, победив вместе с Биг Шоу команду Дон Мари и Рене Дюпре. Победа в этом матче привела к непродолжительной вражде между Мишель и Мари. 24 марта Маккул уже дебютировала в сольных боях, однако дебют был омрачён поражением от Дон Мари. 7 апреля Маккул вместе с Мисс Джеки, Тори Уилсон, Дон Мари, Джой Джиованни и Лорен Джонс участвовала в конкурсе бикини «Вива Лас-Вегас», в котором победу одержала Уилсон. В июне 2005 года Мишель заступилась за Джона Хайденриха, которого оскорбляла менеджер MNM Мелина Перес, из-за чего была втянута во вражду между ними. Девушки несколько раз нападали друг на друга пока их вражда не вылилась в поединок, в котором победу, применив нелегальный приём, одержала Перес. После матча MNM исполнили на Маккул свой любимый завершающий приём Snapshot.
В сентябре 2005 года WWE отправило Маккул в своё подготовительное отделение Deep South Wrestling (DSW), где она брала интервью, вела некоторые сегменты шоу, а также исполняла обязанности комментатора. 8 сентября она провела свой первый матч в DSW, который проиграла Энджел Уильямс. В октябре Мишель была госпитализирована на восемь дней из-за аллергии на ибупрофен и была вынуждена пропустить несколько шоу. 19 января 2006 года Маккул вмешалась во вражду Триниши Биггер, Энджел Уильямс и Кристал Маршалл, заступившись за последнюю. 9 февраля она приняла участие в конкурсе бикини, однако победитель соревнования так и не был выбран, так как исполняющий роль руководителя DSW Палмер Кэнон отменил конкурс, заявив, что не хочет видеть подобного в своих шоу. Позже Маккул, Трейси Тейлор и Маршалл помогали Томми Дримеру в матче против Кэнона, чьими валетами были Биггерс и Уильямс. 9 марта 2006 года Маккул победила Трейси Тейлор и одержала свою первую победу в DSW.
В марте 2006 года Маккул была ненадолго переведена в другое подготовительное отделение WWE Ohio Valley Wrestling (OVW), где исполняла роль валета Амиша Роадкилла и Кейси Джеймса, а также продолжала свои тренировки. 3 мая Роадкилл и Джеймс в сопровождении Маккул одержали победу на Неприкасаемыми (Дьюс и Домино), которых сопровождала Черри Пай. А 5 мая она уже сопровождала своих подопечных на шоу SmackDown, которые участвовали в командном матче против Уильяма Ригала и Силвана.

#### Возвращение на SmackDown! (2006—2008)

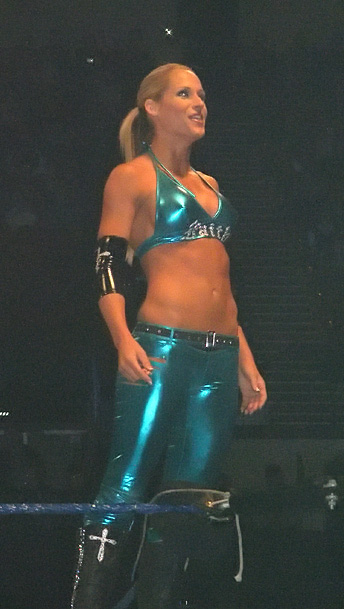
Маккул в 2007 году

Маккул вернулась в SmackDown! 2 июня 2006 года в образе сексуальной учительницы. 9 июня она вместе с Джиллиан Холл, Кристал Маршалл и Эшли Массаро принимала участие в конкурсе бикини, однако после того, как остальные участницы разделись, Мишель отказалась снимать одежду и ушла с ринга. На следующей неделе Массаро предложила Маккул выступить против неё в конкурсе бикини, но Мишель отказалась. 14 июля Маккул с Маршалл подралась с Холл и Массаро за кулисами, что привело к вражде между четырьмя дивами. На следующий день Мишель стала победительницей в родео на механическом быке. 21 июля Маккул вышла на ринг уже в качестве рестлера, поучаствовав в команде с Маршалл в бою против Холл и Массаро. Вражда девушек привела к «фатальному четырёхстороннему матчу в бюстгальтерах и трусиках» (англ. Fatal Four Way Bra and Panties match) на шоу The Great American Bash, в котором победу одержала Маршалл. Свой первый сольный поединок она провела 28 июля, победив Джилиан Холл, использовав запрещённый приём.
Вскоре после этого Маккул стала играть роль валета команды Кей Си Джеймса (у которого она была менеджером в OVW) и Айдола Стивенса и вместе они сформировали группировку The Teacher’s Pets (рус. Любимчики учительницы). Команда с помощью Маккул победила Скотти ту Хотти и Шо Фунаки, а затем Пола Лондона и Брайана Кендрика и вскоре стала претендентами на командный чемпионский титул. Трио стало враждовать с Лондоном, Кендриком и их валетом Эшли Массаро за титул командных чемпионов WWE. Вражда продолжалась несколько месяцев — рестлеры проводили свои поединки как в одиночных, так и в командных матчах, пока на шоу No Mercy The Teacher’s Pets не проиграли титульный поединок Кендрику и Лондону.
20 октября 2006 года Маккул вместе с Джиллиан Холл, Кристал Маршалл, Эшли Массаро и Лейлой Эл приняла участие в танцевальном конкурсе организованном Мизом, судьями в котором были Ник и Аарон Картеры. На следующей неделе девушки участвовали в Королевском бое «Кошелёк или жизнь». Мишель удалось вывести из матча Холл и Массаро, однако, в конечном счёте, победу одержала Кристал благодаря помощи Миза. 3 ноября 2006 года The Teacher’s Pets вновь уступили в титульном матче Лондону и Кендрику. Это поражение положило концу их вражду с чемпионами, а также послужило причиной распада самой группировки. 10 ноября Маккул сопровождала Джеймса к рингу на поединок против тогдашнего чемпиона Соединенных Штатов Криса Бенуа. В конце ноября Маккул была госпитализирована из-за увеличения почек, которые вызвали электролитический дисбаланс. В результате обследования в больнице у неё также был выявлен перелом грудины. По слухам её состояние было связано с диетами и приёмом таблеток для похудения. В больнице он побыла до декабря и второго числа была отпущена домой.
Маккул вернулась на ринг 30 марта 2007 года, приняв участие в командном матче 10 див, который для её команды оказался не успешным. У Мишель продолжалась вражда с Холл, а вскоре она вместе с Чаком Палумбо начали соперничество с Викторией и Кенни Дикстра. 13 ноября на шоу ECW Маккул сформировала союз с Келли Келли и девушки смогли одержать победу над Мелиной и Лейлой, а 12 декабря Маккул спасла Келли от нападения Виктории и Лейлы. Позже она вошла в состав группировки «хороших» девушек, которые соперничали с девушками-хилами. Это противостояние вылилось в матч на шоу Backlash, в котором победу одержала команда Бет Финикс (хилы), однако в матче-реванше победила команда Маккул.

#### Чемпионские титулы и команда Лей-Кул (2008—2011)

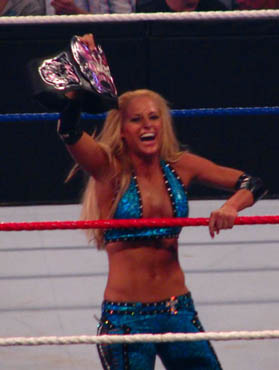
Маккул с титулом чемпионки див WWE в 2008 году

4 июля на шоу SmackDown! Маккул выиграл матч «Золотые мечты» и получила право побороться с Натальей на The Great American Bash за титул чемпионки див WWE. На pay-per-view шоу Маккул одержала победу над своей соперницей и стала первой в истории чемпионкой див WWE. 25 июля на SmackDown! Мишель победила Марис в не титульном матче, а в августе с Марией проиграла команде Марис и Натальи. На шоу Unforgiven и 19 сентября на SmackDown! она успешно защитила чемпионский титул против Марис, а 14 ноября против Марии. 5 декабря, после проигрыша Марии, Мишель становится хилом и после матча нападает на свою соперницу. 19 декабря, одержав победу над Марией, в углу ринга которой была Маккул, Марис становится претенденткой № 1 на титульный матч, а уже 26 декабря Мишель проиграла титул претендентке. После матча Маккул обвинила Марию и специально приглашённого судью в своём поражении и напала на Канеллис, ещё больше утвердившись в образе плохого персонажа.
2 января 2009 года Маккул напала на Ив Торрес, а на следующей неделе, после проигрыша в команде с Викторией Близняшкам Белла, напала на свою напарницу. 23 января на SmackDown! прошёл последний в WWE матч Виктории, в котором победу одержала Мишель. В конце января Маккул вместе с Натальей проводили матч против Близняшек Белла, однако в поединок вмешалась Мария, напав на Маккул, из-за чего матч закончился без победителя. 6 февраля Маккул омрачила дебют Ив Торрес, одержав над ней победу, а 13 февраля Мишель проиграла матч против Марии из-за вмешательства Торрес. 22 мая Маккул одержала победу над Гейл Ким и стала претенденткой № 1 на бой за титул чемпиона WWE среди женщин. Этот поединок состоялся 28 июня на шоу The Bash, где она смогла победить Мелину и стала первой женщиной, завоевывавшей титул чемпиона див WWE и титул женского чемпиона WWE. Позже она дважды успешно защитила титул против Мелины: 26 июля на шоу Night of Champions и 2 октября на SmackDown! в матче с лесорубами.

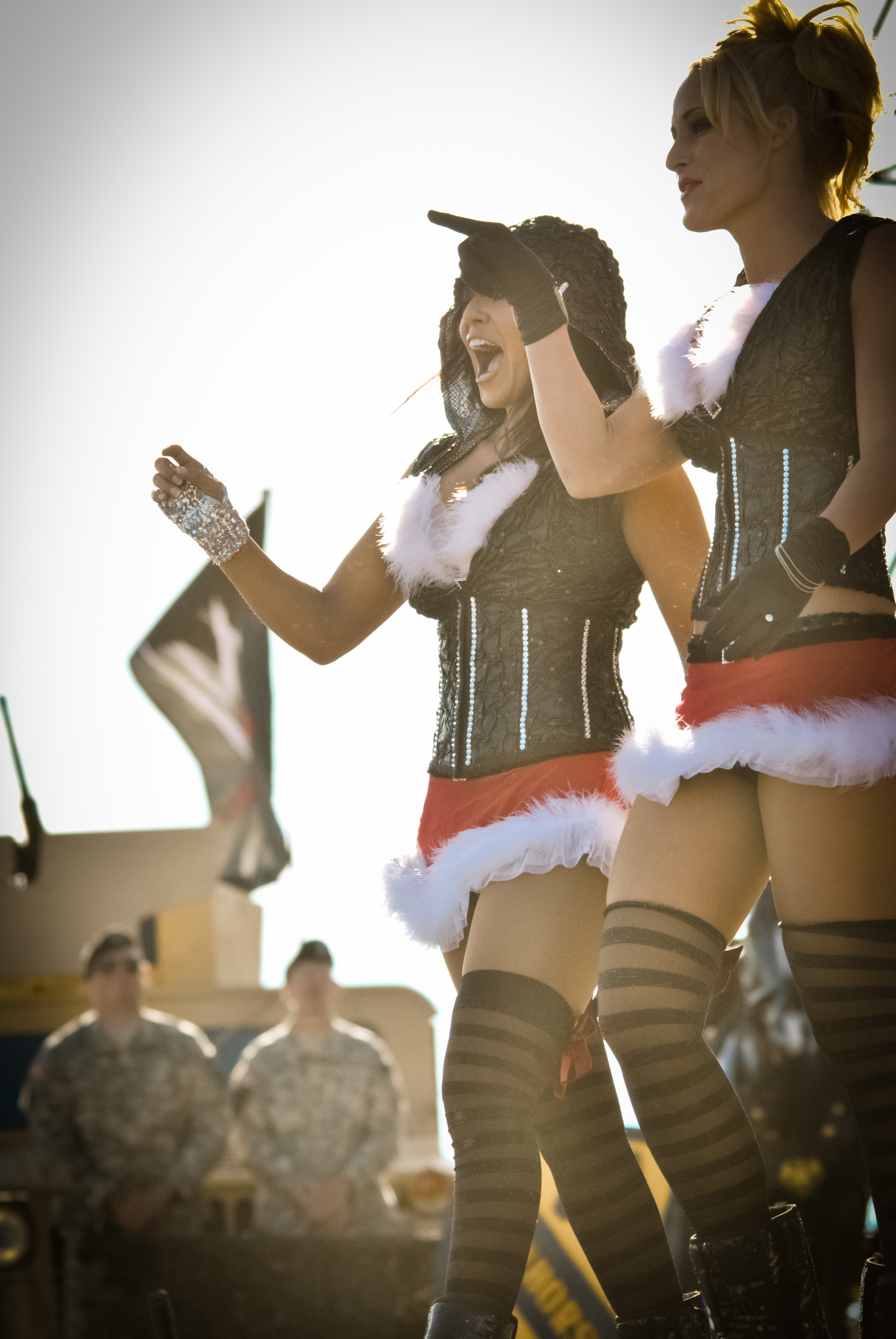
Лей-Кул в 2010 году на шоу Tribute to the Troops

Осенью Маккул сформировала альянс с Лейлой и девушки начали враждовать с Микки Джеймс. Эта вражда вылилась в матч «5 против 5» на шоу Survivor Series, в котором победу одержала команда Джеймс. Позже Джеймс стала претенденткой № 1 на чемпионский титул и получила возможность побороться с Маккул на TLC: Tables, Ladders & Chairs. Благодаря вмешательству в поединок Лейлы Мишель удалось сохранить титул, однако на Королевской битве 2010 года она все же уступила чемпионство. Джеймс удерживала титул 23 дня и уже в феврале на шоу SmackDown!, благодаря вмешательству в поединок специального судьи Викки Герреро, Маккул удалось вновь завоевать чемпионский титул. 23 апреля Маккул и Лейла в командном матче победили Бет Финикс и Микки Джеймс, а после боя разрисовали лицо Финикс помадой. Это нападение стало прологом к матчу Extreme Makeover (рус. Экстремальный макияж) за титул чемпиона WWE среди женщин на Extreme Rules, который Маккул проиграла. 14 мая состоялся матч по правилам «двое против одного», в котором Маккул и Лейла противостояли чемпионке Бет Финикс. В матче Лейле удалось удержать Финикс и впервые в своей карьере завоевать чемпионский титул.
1 июня 2010 года было объявлено, что Лей-Кул станут наставниками для новичка Кавала во втором сезоне NXT. В июле Мишель заняла место Лейлы в её поединке за титул женского чемпиона WWE против Тиффани. Маккул победила последнюю и удержала титул. 31 августа новичок Лей-Кул Кавал стал победителем второго сезона NXT. Во время шоу Night of Champions Мишель победила Мелину в поединке за объединение титулов чемпионки див WWE и женского чемпиона WWE, став первой в истории WWE объединённым чемпионом див WWE.. 21 ноября на Survivor Series в матче «двое против одного» Маккул и Лейла проиграли титул чемпионки див Наталье. На TLC: Tables, Ladders and Chairs Маккул и Лейла потерпели поражение от команды Натальи и Бет Финикс.
14 марта 2011 года Лей-Кул помогли Викки Герреро победить Триш Стратус в матче без дисквалификаций и получить работу в Raw. После матча Лей-Кул подверглись нападению Снуки и Стратус. На следующей неделе Лей-Кул в команде с Дольфом Зигглером и Викки Герреро одержали победу над Триш Стратус и Джоном Моррисоном в смешанном командном бое с форой. На Рестлмании XXVII Маккул и Лейла выступали вместе с Дольфом Зигглером против Джона Моррисона, Триш Стратус и Снуки. Победителями боя стали Моррисон и его напарницы. 8 апреля Лей-Кул потерпели очередное поражение — на этот раз от Финикс и Келли Келли, после того, как Маккул отказалась брать эстафету и выходить на ринг, сославшись на боль в спине. В течение нескольких последующих недель девушки постоянно ссорились и вскоре группировка распалась. 29 апреля девушки впервые за долгое время встретились на ринге друг против друга, однако матч не выявил победителя, закончившись двойной дисквалификацией. Это привело к бою между Маккул и Лейлой на Extreme Rules по правилам «карьера против карьеры». В матче победу одержала Лейла и Мишель была вынуждена покинуть WWE. Своё решение покинуть WWE и завершить карьеру рестлера Маккул объяснила проблемами со здоровьем и наличием ряда травм, а также усталостью от большого количества выступлений на протяжении многих лет. По мнению сотрудников WWE Мишель решила завершить карьеру, чтобы уделять больше внимания своей личной жизни и мужу Уильяму Кэлвею.

#### Эпизодические появления (2018—н.в.)
22 января 2018 года Маккул приняла участие в праздновании двадцатипятилетия шоу WWE Raw, а уже на следующей неделе неожиданно появилась на pay-per-view шоу Королевская битва. Там Мишель приняла участие в первой в истории женской королевской битве, где она смогла вытолкнуть за ринг пять соперниц, однако и сама, в итоге, оказалась за его пределами. В октябре Маккул участвовала в королевской битве, проходившей в рамках pay-per-view шоу Evolution.

## Стиль и роль в WWE
Уже с первых дней в WWE Мишель начала выступать в телевизионных шоу федерации. Её первые сюжетные линии были связаны с её увлечениями в реальной жизни — фитнесом и работой персональным тренером. В начале своей карьере она также исполняла обязанности комментатора, брала интервью у рестлеров и вела некоторые сегменты шоу. Маккул участвовала в конкурсах бикини, талантов, танцев, поединках в вечерних платьев и других. Позже WWE развивало сюжетные линии о её работе школьной учительницей. В её образе, сюжетных линиях, названиях приёмов также проявлялось христианское вероисповедании девушки. С 2008 года Маккул стала участвовать в главных боях федерации и стала постоянным претендентом на чемпионские титулы. Её команда с Лейлой, Лей-Кул, стала одной из самых доминирующих в женском дивизионе WWE. Сама же Мишель стала одной из самых любимых див в WWE и в 2010 году завоевала «Слэмми» в номинации «Дива года», а также стала «женщиной-рестлером года» по версии Pro Wrestling Illustrated.

## Другие проекты
В ноябре 2007 года Мишель вместе с ещё несколькими сотрудниками WWE приняла участие в пяти эпизодах шоу Family Feud. 6 февраля 2008 году она вместе с Марией Канеллис, Кэндис Мишель, Тори Уилсон, Кристал Маршал и Лейлой появилась в одном эпизоде Project Runway. 3 июня 2008 года Маккул вместе с Джоном Синой приняла участие в программе The Best Damn Sports Show Period. Кроме того, в январе 2009 года Мишель вместе с Ив Торрес и Марис снялась для журнала Muscle & Fitness. Она принимала участие в специальных выпусках шоу Are You Smarter Than a Fifth Grader, с участием рестлеров WWE. В 2012 году Маккул вместе с Келли Келли и Ив Торрес снялась в шоу Extreme Makeover: Weight Loss Edition.

## Личная жизнь

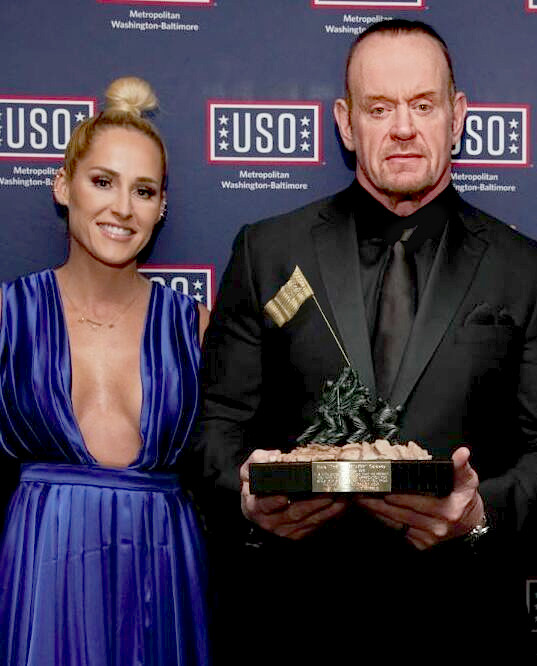
Мишель Маккул и Марк Кэлвей в 2019 году

Маккул была замужем за Джереми Луи Александром, с которым начала встречаться ещё в средней школе. В 2006 году они развелись, а 26 июня 2010 года она вышла замуж за Марка Уильяма Кэлвея, известного под псевдонимом Гробовщик. 29 августа 2012 года у Мишель родилась дочь Кая Фэйф Кэлвей.
Маккул — христианка, поэтому в одежде для выступлений она использовала христианские символы, такие как распятие. За время выступлений Мишель получила ряд травм. Так, в ноябре 2007 года во время международного тура WWE, её соперница Виктория, проводя приём сломала Мишель нос. Маккул дважды госпитализировали — у неё было сломано два ребра, перелом грудины и перелом мечевидного отростка. К тому моменту, как она решила покинуть WWE, у неё уже два месяца были травмы стопы — сломанный палец, разорвана суставная капсула, а также порванная внутренняя боковая связка.
В 2016 году у Маккул диагностировали рак кожи и она прошла курс лечения.

## В рестлинге

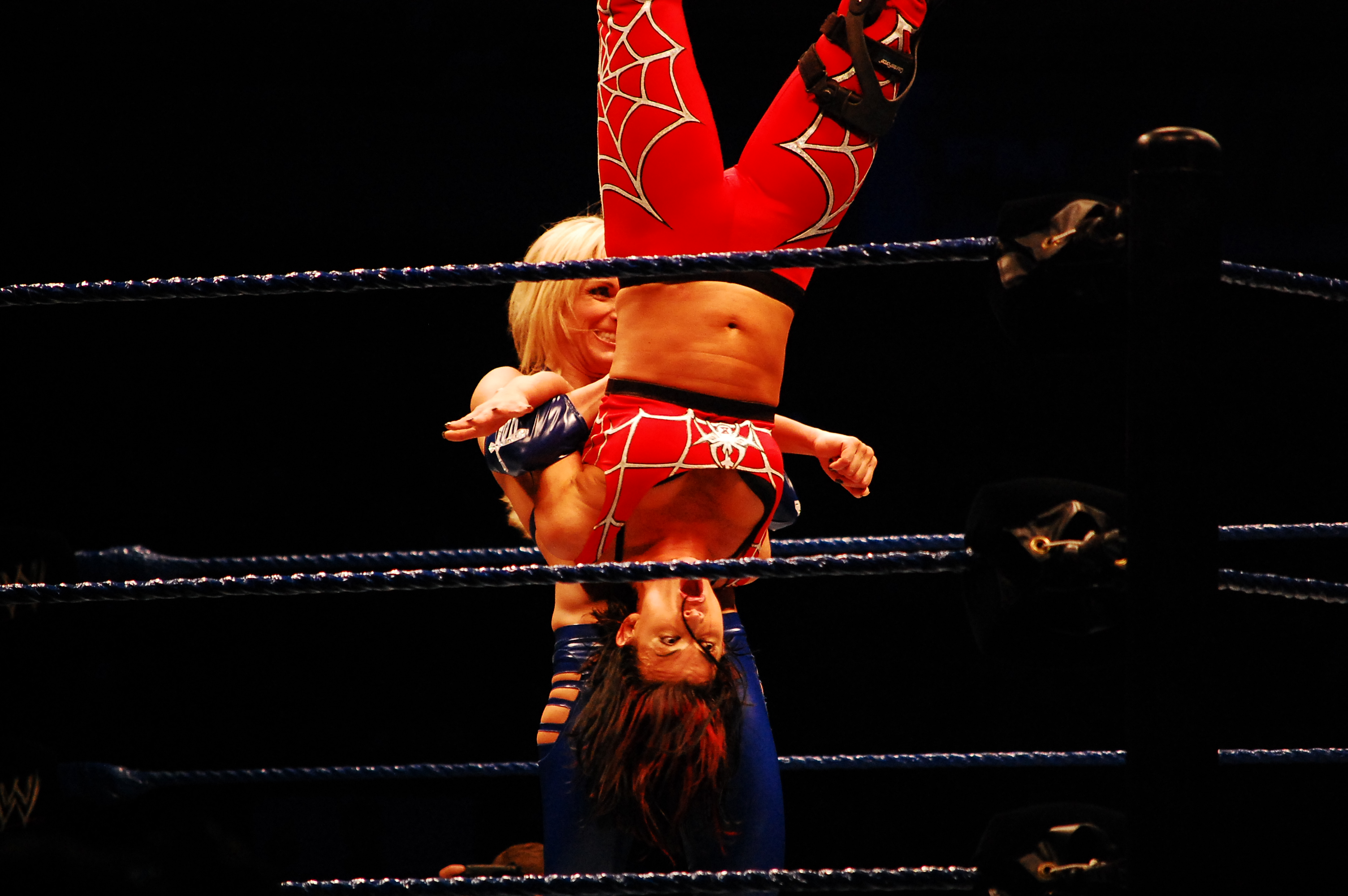
Маккул исполняет приём Wings of Love

- Завершающие приёмы
  - Big boot[англ.][3] — 2007—2011
  - Faith Breaker[77] (Belly to back inverted mat slam[англ.])[3][78] — 2008—2011
  - Final Exam (Hair-pull backbreaker[англ.])[3] — 2005—2007
  - MADT — Make a Diva Tap (Heel hook[англ.])[3][78] — 2008—2011
  - Wings of Love (Lifting double underhook facebuster[англ.])[3][78] — 2008
- Коронные приёмы
  - Baseball slide[англ.][3][34]
  - Belly to belly suplex[англ.][3][34][78]
  - Европейский апперкот[англ.][3][78][79]
  - Roundhouse kick[3][34][78] — 2007—2011
  - Running corkscrew neckbreaker[англ.][3][34][78] — 2008—2009
  - Running hurricanrana[англ.][34]
  - Русская подсечка[англ.][3][77][78]
- Прозвища
  - Всеамериканская дива («The All-American Diva»)[80]

- Музыкальные темы
  - «Move It Up» Билли Линкольн[81]

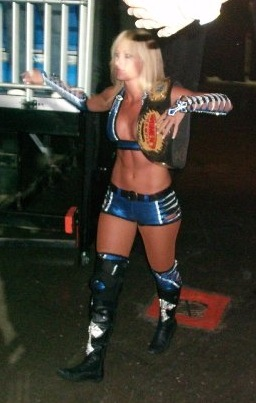
Маккул с титулом чемпиона WWE среди женщин

  - «Not Enough for Me» Джим Джонстон[82]

## Титулы и достижения
- Pro Wrestling Illustrated
  -  № 1 в списке 50 лучших девушек рестлеров 2010 года[83]
  - Женщина-рестлер года (2010)[60]
- World Wrestling Entertainment
  - Чемпион WWE среди Див (2 раза)
  - Женский чемпион WWE (2 раза)[84]
  - Зал славы WWE (2025)
  - Слэмми в номинации «Дива года» (2010)[59]
  - Награда Слэмми в номинации «Идиотский момент года» — Лей-Кул терпят поражение от Мэй Янг[85] — с Лейлой
- Wrestling Observer Newsletter
  - Самая отвратительная пропагандистская тактика (2009) насмешки над весом Микки Джеймс